# خانه آیت‌الله فکور
خانه آیت‌الله فکور مربوط به اوایل دوره پهلوی است و در احمدآباد، تقاطع بلوار امام خمینی و آیت‌الله فکور، ک۲ واقع شده و این اثر در تاریخ ۲ بهمن ۱۳۸۲ با شمارهٔ ثبت ۱۰۷۹۳ به‌عنوان یکی از آثار ملی ایران به ثبت رسیده‌است.